# Talant
Talant és un municipi francès, situat al departament de la Costa d'Or i a la regió de Borgonya - Franc Comtat. L'any 2007 tenia 11.778 habitants.

## Demografia

### Població
El 2007 la població de fet de Talant era d'11.778 persones. Hi havia 5.368 famílies, de les quals 2.044 eren unipersonals (697 homes vivint sols i 1.347 dones vivint soles), 1.550 parelles sense fills, 1.267 parelles amb fills i 507 famílies monoparentals amb fills.
La població ha evolucionat segons el següent gràfic:
Habitants censats

### Habitatges
El 2007 hi havia 5.810 habitatges, 5.456 eren l'habitatge principal de la família, 89 eren segones residències i 265 estaven desocupats. 1.885 eren cases i 3.830 eren apartaments. Dels 5.456 habitatges principals, 3.132 estaven ocupats pels seus propietaris, 2.289 estaven llogats i ocupats pels llogaters i 35 estaven cedits a títol gratuït; 354 tenien una cambra, 728 en tenien dues, 1.118 en tenien tres, 1.427 en tenien quatre i 1.829 en tenien cinc o més. 3.761 habitatges disposaven pel capbaix d'una plaça de pàrquing. A 2.940 habitatges hi havia un automòbil i a 1.548 n'hi havia dos o més.

### Piràmide de població
La piràmide de població per edats i sexe el 2009 era:
| Homes | Edats   | Dones |
| ----- | ------- | ----- |
| 4     | 95 o +  | 16    |
| 12    | 90 a 94 | 84    |
| 52    | 85 a 89 | 148   |
| 76    | 80 a 84 | 116   |
| 144   | 75 a 79 | 184   |
| 232   | 70 a 74 | 276   |
| 184   | 65 a 69 | 308   |
| 256   | 60 a 64 | 284   |
| 316   | 55 a 59 | 344   |
| 416   | 50 a 54 | 516   |
| 448   | 45 a 49 | 504   |
| 460   | 40 a 44 | 512   |
| 364   | 35 a 39 | 428   |
| 384   | 30 a 34 | 440   |
| 392   | 25 a 29 | 380   |
| 412   | 20 a 24 | 444   |
| 480   | 15 a 19 | 392   |
| 452   | 10 a 14 | 392   |
| 384   | 5 a 9   | 276   |
| 276   | 0 a 4   | 308   |

## Economia
El 2007 la població en edat de treballar era de 7.723 persones, 5.471 eren actives i 2.252 eren inactives. De les 5.471 persones actives 4.889 estaven ocupades (2.444 homes i 2.445 dones) i 581 estaven aturades (260 homes i 321 dones). De les 2.252 persones inactives 764 estaven jubilades, 943 estaven estudiant i 545 estaven classificades com a «altres inactius».

### Ingressos
El 2009 a Talant hi havia 5.238 unitats fiscals que integraven 11.537 persones, la mediana anual d'ingressos fiscals per persona era de 20.536 €.

### Activitats econòmiques
Dels 371 establiments que hi havia el 2007, 2 eren d'empreses extractives, 5 d'empreses alimentàries, 2 d'empreses de fabricació de material elèctric, 18 d'empreses de fabricació d'altres productes industrials, 35 d'empreses de construcció, 84 d'empreses de comerç i reparació d'automòbils, 13 d'empreses de transport, 14 d'empreses d'hostatgeria i restauració, 4 d'empreses d'informació i comunicació, 19 d'empreses financeres, 19 d'empreses immobiliàries, 72 d'empreses de serveis, 58 d'entitats de l'administració pública i 26 d'empreses classificades com a «altres activitats de serveis».
Dels 77 establiments de servei als particulars que hi havia el 2009, 3 eren oficines de correu, 4 oficines bancàries, 1 funerària, 9 tallers de reparació d'automòbils i de material agrícola, 1 taller d'inspecció tècnica de vehicles, 2 establiments de lloguer de cotxes, 1 autoescola, 4 paletes, 9 guixaires pintors, 5 fusteries, 9 lampisteries, 1 electricista, 5 perruqueries, 5 veterinaris, 9 restaurants, 3 agències immobiliàries, 2 tintoreries i 4 salons de bellesa.
Dels 19 establiments comercials que hi havia el 2009, 4 eren supermercats, 1 una botiga de menys de 120 m², 3 carnisseries, 2 llibreries, 1 una llibreria, 1 una botiga d'electrodomèstics, 1 una botiga de mobles, 1 una botiga de material de revestiment de parets i terra, 1 una perfumeria i 4 floristeries.

## Equipaments sanitaris i escolars
El 2009 hi havia 1 hospital de tractaments de curta durada, 1 hospital de tractaments de mitja durada (seguiment i rehabilitació i 7 farmàcies.
El 2009 hi havia 5 escoles maternals i 4 escoles elementals. Talant disposava d'un col·legi d'educació secundària amb 352 alumnes.

## Poblacions més properes
El següent diagrama mostra les poblacions més properes.